# Ладна
Ладна (пол. Ładna) — село в Польщі, у гміні Скшишув Тарновського повіту Малопольського воєводства.
Населення — 1600 осіб (2011).
У 1975-1998 роках село належало до Тарновського воєводства.

## Демографія
Демографічна структура станом на 31 березня 2011 року:
|          | Загалом | Допрацездатний вік | Працездатний вік | Постпрацездатний вік |
| -------- | ------- | ------------------ | ---------------- | -------------------- |
| Чоловіки | 806     | 191                | 547              | 68                   |
| Жінки    | 794     | 167                | 490              | 137                  |
| Разом    | 1600    | 358                | 1037             | 205                  |